# 渡辺芳太郎

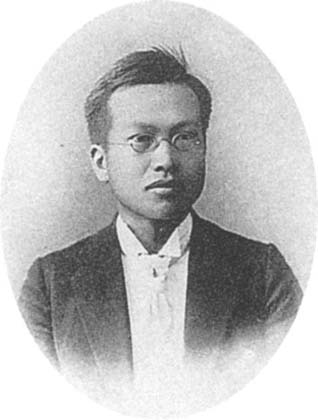
渡辺芳太郎

渡辺 芳太郎（わたなべ よしたろう、慶応元年11月28日（1866年1月14日） - 大正12年（1923年）9月23日）は、日本の冶金学者。

## 人物・生涯
尾張国中島郡下祖父江村（現在の愛知県稲沢市）出身。1887年（明治20年）、東京帝国大学工科大学を卒業し、大学院に進んだ。三菱社に入社し、吉岡鉱山技術係、同副支配人を務めた。1894年（明治27年）、採鉱冶金学研究のためドイツに留学し、フライベルク鉱山大学に学んだ。1897年（明治30年）に帰国し、東京帝国大学工科大学教授となり、海軍機関学校教授や海軍大学校教授を兼ねた。1899年（明治32年）には工学博士の学位を得た。1906年（明治39年）、病のため退官。1908年（明治41年）、東京帝国大学工科大学講師として復帰し、1911年（明治44年）、九州帝国大学工科大学教授に転じた。

## 栄典
- 1897年（明治30年）11月30日 - 正七位[3]
- 1911年（明治44年）3月20日 - 正五位[4]